# Ніколай Хаджигенов
Ніколай Хаджигенов ( нар. 30 червня 1971) — болгарський юрист, громадський діяч і політик.

## Біографія
Ніколай Хаджигенов народився 30 червня 1971 року в місті Софія. Навчався на юридичному факультеті Нового болгарського університету. 

## Правозахисна діяльність
Ніколай Хаджигенов - відомий громадський правозахисник і адвокат у кримінальних справах.  Захисник Десислави Іванчевої, колишнього мера району Младост у Софії. Хаджигенов - відкритий противник  корумпованого правління та олігархії, які поглинають болгарську юриспруденцію, політику та бізнес. 
Юрист був обраний народним депутатом 45-ї Національної асамблеї  у місті Софія за квотою партії «Вставай!» Мафія, геть! коаліція.  Був обраний народним депутатом 46-ї Національної асамблеї у місті Софія за квотою коаліції « Встань.BG! Ми йдемо! " .
Ніколай Хаджигенов має чітку позицію щодо подій в Україні. В ефірі телеканалу bTV заявив: «Це дуже небезпечний прецедент - болгарського громадянина та журналіста переслідують за те, що він наважився сказати правду. При цьому він проживає за межами росії, де закон не має жодного значення. Наступною мішенню може стати будь-який болгарський журналіст, котрий посміє сказати правду про війну в Україні».
Він нагадав, що попередній болгарський уряд вислав 70 російських дипломатів.

## Громадська діяльність
У березні 2021 року позиція коаліції була опублікована в газеті, яка виступила проти одностатевих шлюбів і Стамбульської конвенції.  
Адвокат Хаджигенов публічно підтримує боротьбу за права ЛГБТІ, але висловлює свою підтримку як особисту позицію, а не від імені коаліції. 
1. 1 2 3  Strazha.bg
2. ↑  hadjigenov.com
3. ↑  Николай Хаджигенов, един от организаторите на протестите. bTV 14.07.2020
4. ↑  Официален сайт на (45 Народно събрание). Архів оригіналу за 12 червня 2021. Процитовано 12 червня 2021.
5. ↑  Summer, Angelica. Виктор Лилов към ЛГБТИ общността: "Имаш глас, този глас сме ние". Huge.bg. Архів оригіналу за 12 червня 2021. Процитовано 12 червня 2021.